# Еріка Леаль
Еріка Леаль (англ. Erika Leal-Ramirez, 11 липня 1977) — мексиканська і австралійська синхронна плавчиня.
Учасниця Олімпійських Ігор 1996, 2000, 2008 років.